# Nosodendron unicolor
Nosodendron unicolor är en skalbaggsart som beskrevs av Thomas Say 1824. Nosodendron unicolor ingår i släktet Nosodendron och familjen almsavbaggar. Inga underarter finns listade i Catalogue of Life.